# Gustavo Moscoso
Gustavo Secondo Moscoso Huencho, né le 10 août 1955 à Valdivia dans la province de Tocopilla, est un footballeur international chilien, évoluant au poste d'attaquant durant les années 1970 et 1980, devenu par la suite entraîneur.

## Biographie

### Carrière de joueur

#### Carrière en club
Gustavo Moscoso fait ses débuts professionnels en 1975 avec le Universidad Católica avec qui il monte en première division à l'issue de la saison. Il reste au club jusqu'à la Coupe du monde 1982 où il est transféré au CF Puebla. Avec le club mexicain, il dispute six saisons, remportant le titre de champion du Mexique en 1986. Il porte ensuite les couleurs de Monarcas Morelia avant de signer son dernier contrat avec les Tigres UANL. Moscoso raccroche les crampons en 1992, à l'âge de 37 ans.

#### Carrière en équipe nationale
Il est sélectionné à 21 reprises en équipe du Chili entre 1976 et 1982, pour 4 buts inscrits. Il joue son premier match en équipe nationale le 6 octobre 1976 en amical contre l'Uruguay. Il dispute la Copa América 1979 avec sa sélection, qui atteint la finale de l'épreuve.
Il fait partie des 22 internationaux chiliens appelés à prendre part à la Coupe du monde de 1982. Lors du premier tour, il inscrit le seul but chilien lors de la défaite 4-1 face à l'Allemagne de l'Ouest. Il joue également quatre rencontres de qualification pour la Coupe du monde 1982.

### Carrière d'entraîneur
Naturalisé mexicain depuis 2006, Moscoso a pris en main l'équipe du CF Puebla ainsi que la formation des Lobos de la BUAP, toujours dans la ville de Puebla au Mexique.

## Palmarès
- Vainqueur de la Coupe du Mexique en 1988
- Vainqueur du Championnat de Segunda División en 1975 avec l'Universidad Catolica